# Wolkramshausen
Wolkramshausen település Németországban, azon belül Türingiában. Lakosainak száma 936 fő (2017. december 31.).

## Népesség
A település népességének változása:

| 2017 | 936 |